# Antoni Llena i Font
Antoni Llena i Font   (Barcelona, 1942) és un artista plàstic català. És considerat un innovador dins del panorama artístic actual. La seva obra, subtil i elegant, és un constant desafiament a les formes convencionals i als límits de l'art. Ha publicat diversos llibres i col·labora habitualment amb la premsa escrita, actualment amb el Diari Ara.

## Biografia
Des del començament de la seva carrera pren partit per la fragilitat. És conscient que el món contemporani és un món fràgil, que les grans proclames –polítiques i estètiques− han deixat de tenir consistència. Va iniciar-se com a frare caputxí fins que l'any 1966, arran de la caputxinada a Sarrià (Barcelona), coneix els pintors Antoni Tàpies i Albert Ràfols-Casamada, amb qui iniciarà una sòlida i llarga amistat. Alexandre Cirici Pellicer aposta públicament pel seu treball. Entra en contacte amb el grup de pintors integrat per Jordi Galí, Sílvia Gubern, Àngel Jové i Albert Porta (Zush i Evru, posteriorment). Hi comparteix interessos artístics, tot i que amb diferències estètiques, i el 1969 realitza amb ells Primera mort, el primer vídeo artístic de l'Estat espanyol.
La seva primera exposició individual té lloc aquest mateix any a la Petite Galerie de Lleida, on exposa, dibuixades sobre la paret de la sala, les ombres de les seves escultures de paper. Aquest és també un any convuls en la seva trajectòria. Després de realitzar una gran quantitat d'obres –moltes de les quals han desaparegut– decideix renunciar, per radicalitat poètica, a la pràctica artística. La tornarà a exercir deu anys més tard, el 1979, de manera ininterrompuda fins avui. Ha estat professor de literatura artística a la Universitat de Girona i ha dirigit tallers d'art per a la School of Visual Arts de Nova York i també a l'escola Eina de Barcelona. Ha comissariat l'exposició Tàpies vist per Llena. L'ansietat de les influències per a la Fundació Tàpies (1991). El MACBA conserva diverses peces seves.

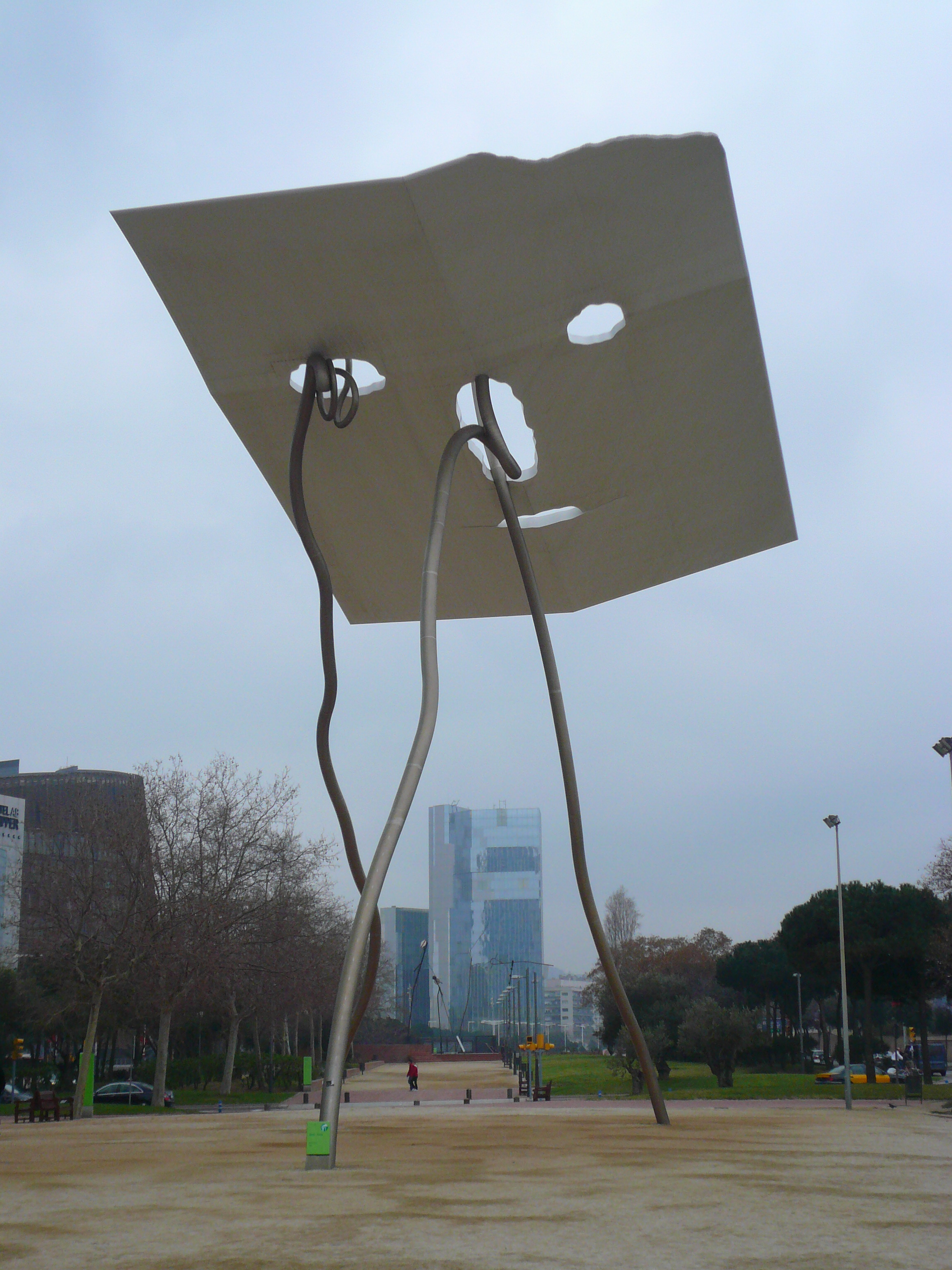
David i Goliat. Parc de les Cascades davant la pl. dels Voluntaris
(Barcelona). Escultor: Antoni Llena. Material: acer inoxidable, acer
pintat i resina. 1992.

## Obres públiques
- 1992 - David i Goliat, ubicada a la plaça dels Voluntaris de la Vila Olímpica.
- 2002 - Preferiria no fer-ho, pati interior Ajuntament de Barcelona
- 2012- Homenatge als castellers, plaça de Sant Miquel de Barcelona

## Exposicions individuals rellevants[calcitació]
- 2012 - Antoni Llena. Obres 1967-2012, Galeria A/34, Barcelona
- 2011 - SOS: Senyals de fum des d'un subsòl, Centre d'art Tecla Sala, l'Hospitalet de Llobregat (Barcelona)
- 2010 - Nadala, Abans no canti el gall, Fundació Miró, Barcelona
- 2008 - Antoni Llena.  Espai Guinovart, Agramunt
- 2007 - Món Arxivat 2015-01-28 a Wayback Machine., Galeria ABA Art Contemporani
- 2006 - Viatge d'hivern, Galeria Toni Tàpies, Barcelona
- 2005 - La pintura como experiència, Muso Patio Herreriano, Valladolid i Museu d'Art Jaume Morera, Lleida
- 2003 - Sense penediment, Galeria Toni Tàpies, Barcelona
- 2002 - Preveure, anticipar, investigar, Galeria Palma XII, Vilafranca del Penedès (Barcelona)
- 2001 - Velletque videre], Galeria Toni Tàpies, Barcelona
- 2001 - Antoni Llena, Obra recent, Fundació Espai Guinovart, Agramunt
- 1999 - Fantasmes Públics i Privats, Galeria Toni Tàpies, Barcelona
- 1997 - Preposicions, Galeria Toni Tàpies, Barcelona
- 1994 - Antoni Llena, Espais d'Art Contemporani, Girona
- 1993 - Antoni Llena, Galeria Joan Prats, Barcelona
- 1991 - L'ansietat de les influències. Tàpies vist per Llena, Fundació Antoni Tàpies, Barcelona
- 1991 - Antoni Llena, Artgràfic, Barcelona
- 1989 - Antoni Llena, Fundació Joan Miró, Barcelona
- 1969 - Escultures de paper, Petite Galeria, Lleida

## Col·leccions
- Patio Herreriano, Museo de Arte Contemporáneo Español, Valladolid[5]

## Publicacions
- 2008 - Per l'ull de l'art[6]
- 1999 - La gana de l'artista
- 1991 - Tàpies vist per Llena. L'ansietat de les influències (catàleg)

## Premis i reconeixements
- 1989 - Premi Ciutat de Barcelona d'Arts Plàstiques
- 1997 - Premi Espais a la Crítica d'Art.